# Rainbow
Rainbow és un grup britànic de hard rock format el 1975. Es formà per iniciativa de l'exguitarrista de Deep Purple, Ritchie Blackmore, qui es va separar de la banda per a dedicar-se a projectes personals. Va cridar l'ex-cantant d'Elf, Ronnie James Dio, i altres membres del grup
El primer àlbum del grup, Ritchie Blackmore's Rainbow, fou enregistrat quan Blackmore encara era membre de Deep Purple, com a projecte paral·lel, però quan veié la llum, a mitjan 1975, Rainbow es convertí en la seva única ocupació. El disc, orientat a un rock dur amb inspiracions medievals i component melòdic, assolí un cert èxit amb la cançó Man on the Silver Mountain i fou ben rebut pels fans crítics amb el gir soul-funky de la darrera etapa de Deep Purple.
El primer èxit sonor arribà el 1976 amb l'àlbum Rising, sense cap single però molt venut durant força temps. Blackmore canvià gairebé tota la formació del grup, tot quedant-se només amb el cantant, Dio. És considerat un dels millors discs de hard rock dels anys setanta. Aquí hom hi pot trobar la mítica Stargazer, un dels millors temes del gènere, així com Tarot woman.
El 1978 la banda edità Long Live Rock'n'roll. Posteriorment, Ronnie James Dio deixà la banda, que sofrí diversos canvis de formació, i s'incorporà a Black Sabbath per a substituir-ne el cantant Ozzy Osbourne. Més endavant, en 1983, formaria el seu propi grup, Dio.
Malgrat la inestabilitat interna, Rainbow assolí la cimera comercial en els següents anys, tot coincidint amb un gir del seu so. Primer amb Down to Earth, amb la veu de Graham Bonnet, i destacant els èxits Since You Been Gone, adaptació de Russ Ballard, i All Night Long.
Difficult to Cure, el 1981, fou el primer disc de Rainbow orientat a un públic massiu, per tal de conquerir el mercat nord-americà. Ritchie Blackmore substituí Graham Bonnet pel desconegut Joe Lynn Turner, un cantant de to vocal més suau. De Difficult to Cure sortiren top tens com I surrender, nova adaptació de Russ Ballard, i Can't happen here. El 3 de juliol del 1981, Rainbow actuà per primer cop a Catalunya amb un concert a la plaça de braus Monumental, de Barcelona. El grup encapçalà un cartell que inclogué UFO i Def Leppard, i oferí un show amb cançons de les seves diverses etapes culminat amb el clàssic Smoke on the water, de Deep Purple, i amb el ritual de la destrucció de la guitarra per part de Ritchie Blackmore.
El 1982 editaren Straight Between the Eyes. Rainbow actuà per segon i darrer cop a Barcelona el 30 de novembre de 1982. El concert tingué lloc al Palau d'Esports de Montjuïc, amb Girlschool com a banda telonera. L'any següent fou publicat Bent Out of Shape. Blackmore desactivà la banda el 1984, després d'un concert a Tòquio amb una orquestra simfònica, per a apuntar-se a la reunió de Deep Purple.
Després de desavinences personals amb els altres membres de Deep Purple (especialment amb el vocalista Ian Gillan), Blackmore abandonà aquesta banda en plena gira de 25è aniversari, el desembre del 1993, i uns mesos després anuncià el retorn de Rainbow. El grup reaparegué amb una nova formació el 1995, amb el CD Stranger in Us All i una gira mundial. Aquest fou el darrer treball de rock enregistrat per Blackmore, i en ell comptà amb el jove Doogie White com a cantant. Tot i l'èxit del disc, sobretot al Japó, el guitarrista decidí començar una nova aventura musical amb la seva parella, la cantant Candice Night, amb qui formà el grup Blackmore's Night, amb el qual ha editat diversos discs en estudi de música d'inspiració medieval.

## Components
Al llarg de la seva trajectòria, Rainbow ha estat formada per:
Mk 1: Ritchie Blackmore (guitarra), Ronnie James Dio (veus), Mickey Lee Soule (teclats), Craig Gruber (baix) i Gary Driscoll (bateria). Aquesta formació enregistrà el primer àlbum en estudi, "Ritchie Blackmore's Rainbow" (1975).
Mk 2: Ritchie Blackmore (guitarra), Ronnie James Dio (veus), Tony Carey (teclats), Jimmy Bain (baix) i Cozy Powell (bateria). Aquesta formació gravà el segon àlbum en estudi, "Rainbow Rising" (1976) i el directe "Rainbow On Stage" (1977).
Mk 3: Ritchie Blackmore (guitarra), Ronnie James Dio (veus), Tony Carey (teclats), Mark Clarke (baix) i Cozy Powell (bateria). Aquesta formació no gravà cap disc en estudi.
Mk 4: Ritchie Blackmore (guitarra), Ronnie James Dio (veus), David Stone (teclats), Bob Daisley (baix) i Cozy Powell (bateria). Aquesta formació gravà el tercer àlbum en estudi, "Long Live Rock 'n' Roll" (1977).
Mk 5: Ritchie Blackmore (guitarra), Ronnie James Dio (veus), David Stone (teclats), Jack Green (baix) i Cozy Powell (bateria). Aquesta formació no gravà cap disc en estudi.
Mk 6: Ritchie Blackmore (guitarra), Graham Bonnet (veus), Don Airey (teclats), Roger Glover (baix) i Cozy Powell (bateria). Aquesta formació gravà el quart àlbum en estudi, "Down to Earth" (1978).
Mk 7: Ritchie Blackmore (guitarra), Joe Lynn Turner (veus), Don Airey (teclats), Roger Glover (baix) i Bob Rondinelli (bateria). Aquesta formació gravà el cinquè àlbum en estudi, "Difficult To Cure" (1981).
Mk 8: Ritchie Blackmore (guitarra), Joe Lynn Turner (veus), David Rosenthal (teclats), Roger Glover (baix) i Bob Rondinelli (bateria). Aquesta formació gravà el sisè àlbum en estudi, "Straight Between The Eyes" (1982).
Mk 9: Ritchie Blackmore (guitarra), Joe Lynn Turner (veus), David Rosenthal (teclats), Roger Glover (baix) i Chuck Burgi (bateria). Aquesta formació gravà el setè àlbum en estudi, "Bent Out Of Shape" (1983).
Mk 10: Ritchie Blackmore (guitarra), Doogie White (veus), Paul Morris (teclats), Greg Smith (baix), John O'Reilly (bateria) i Candice Night (segones veus). Aquesta formació gravà el vuitè i últim àlbum en estudi, "Stranger In Us All" (1995).
Mk 11: Ritchie Blackmore (guitarra), Doogie White (veus), Paul Morris (teclats), Greg Smith (baix), Chuck Bürgi (bateria) i Candice Night (segones veus). Aquesta formació no gravà cap disc en estudi.

## Discografia
LPs:
- Ritchie Blackmore's Rainbow (1975)
- Rising (1976)
- Long Live Rock 'N' Roll (1978)
- Down to Earth (1979)
- Difficult to Cure (1981)
- Straight Between the Eyes (1982)
- Bent Out of Shape (1983)
- Stranger in Us All (1995)

Concerts:
- On Stage (1977)
- Finyl Vinyl (1986)
- Live in Germany '76 (1994)
- Live in Europe '76 (1996)

Els millors èxits:
- The Best of Rainbow (1981)
- The Very Best of Rainbow (1997)
- 20th Century Masters - The Millennium Collection: The Best of Rainbow (2000)
- Pots of Gold (2002)

Singles:
- Man On The Silver Mountain (1975)
- Catch The Rainbow (1975)
- Starstruck (1976)
- Stargazer (1976)
- Kill The King (1978)
- Long Live Rock 'N' Roll (1978)
- Gates Of Babylon (1979)
- Since You've Been Gone (1979)
- All Night Long (1980)
- I Surrender (1981)
- Can't Happen Here (1981)
- Jealous Lover (1981)
- Stone Cold (1982)
- Power (1982)
- Can't Let You Go (1983)
- Street Of Dreams (1983)